# Batrachedra ditrota
Batrachedra ditrota là một loài bướm đêm thuộc họ Blastobasidae. Nó được tìm thấy ở Úc.